# Comuna Bârghiș, Sibiu
Bârghiș (în dialectul săsesc Berjes, Berjesch, Börd'eš, în germană Bürgisch, Bürgesch, Burgesch, Schierlingdorf, Bürkösch, în maghiară Bürkös) este o comună în județul Sibiu, Transilvania, România, formată din satele Apoș, Bârghiș (reședința), Ighișu Vechi, Pelișor, Vecerd și Zlagna.
Anul primei atestări scrise: 1357.

## Demografie
Componența etnică a comunei Bârghiș
     Români (75,92%)
     Romi (10,61%)
     Maghiari (2,48%)
     Alte etnii (10,98%)
Componența confesională a comunei Bârghiș
     Ortodocși (83,69%)
     Reformați (2,8%)
     Alte religii (2,22%)
     Necunoscută (11,3%)
Conform recensământului efectuat în 2021, populația comunei Bârghiș se ridică la 1.894 de locuitori, în scădere față de recensământul anterior din 2011, când fuseseră înregistrați 2.015 locuitori. Majoritatea locuitorilor sunt români (75,92%), cu minorități de romi (10,61%) și maghiari (2,48%). Din punct de vedere confesional, majoritatea locuitorilor sunt ortodocși (83,69%), cu o minoritate de reformați (2,8%), iar pentru 11,3% nu se cunoaște apartenența confesională.

## Politică și administrație
Comuna Bârghiș este administrată de un primar și un consiliu local compus din 11 consilieri. Primarul, Ștefan Șulumberchean[*], de la Partidul Național Liberal, este în funcție din noiembrie 2017. Începând cu alegerile locale din 2024, consiliul local are următoarea componență pe partide politice:
|  | Partid                                 | Consilieri | Componența Consiliului | Componența Consiliului | Componența Consiliului | Componența Consiliului | Componența Consiliului |
|  | -------------------------------------- | ---------- | ---------------------- | ---------------------- | ---------------------- | ---------------------- | ---------------------- |
|  | Partidul Național Liberal              | 5          |                        |                        |                        |                        |                        |
|  | Alianța pentru Unirea Românilor        | 4          |                        |                        |                        |                        |                        |
|  | Uniunea Democrată Maghiară din România | 1          |                        |                        |                        |                        |                        |
|  | Partidul Social Democrat               | 1          |                        |                        |                        |                        |                        |

## Primarii comunei
- 1996[8] - 2000 - Mândreanu Gheorghe, de la CDR
- 2000[9] - 2004 - Mândreanu Gheorghe, de la PD
- 2004[10] - 2008 - Mândreanu Gheorghe, de la PSD.
- 2008[11] - 2012 - Mândreanu Gheorghe, de la PSD
- 2012[12] - 2016 - Gheorghe Mândreanu, de la USL
- 2016[13] - 2020 - Roman Marius-Niculae, de la PNL

## Personalități născute aici
- Octavian Floca (1904 - 1983), istoric, arheolog;
- Liviu Constantinescu (1914 - 1997), geofizician, profesor universitar.

## Galerie de imagini

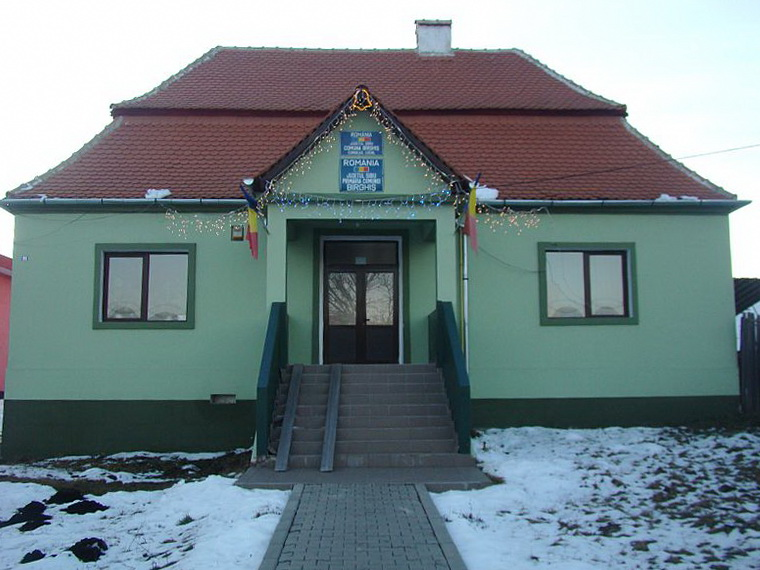
Primăria comunei Bârghiş
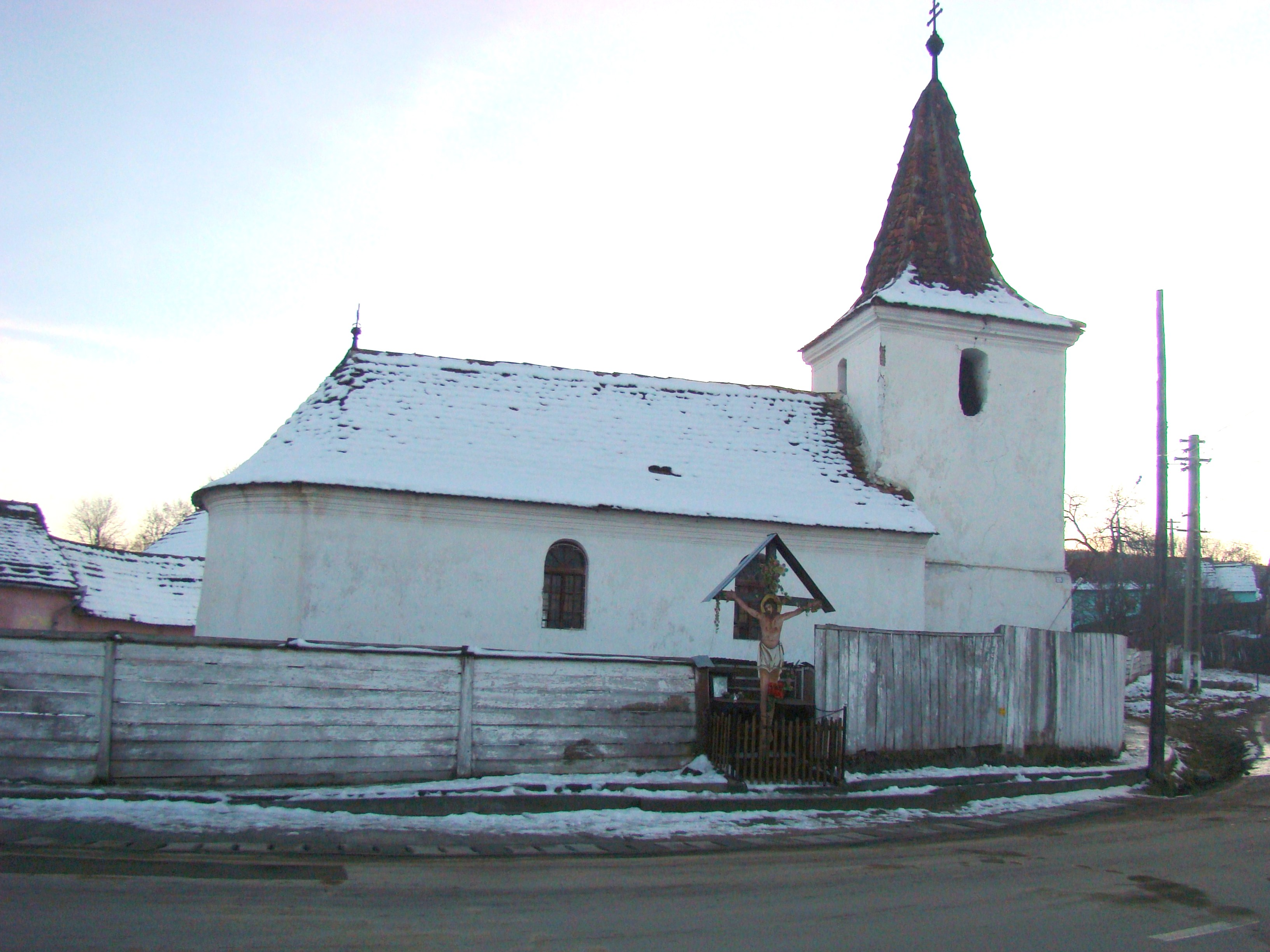
Biserica „Sf.Gheorghe”
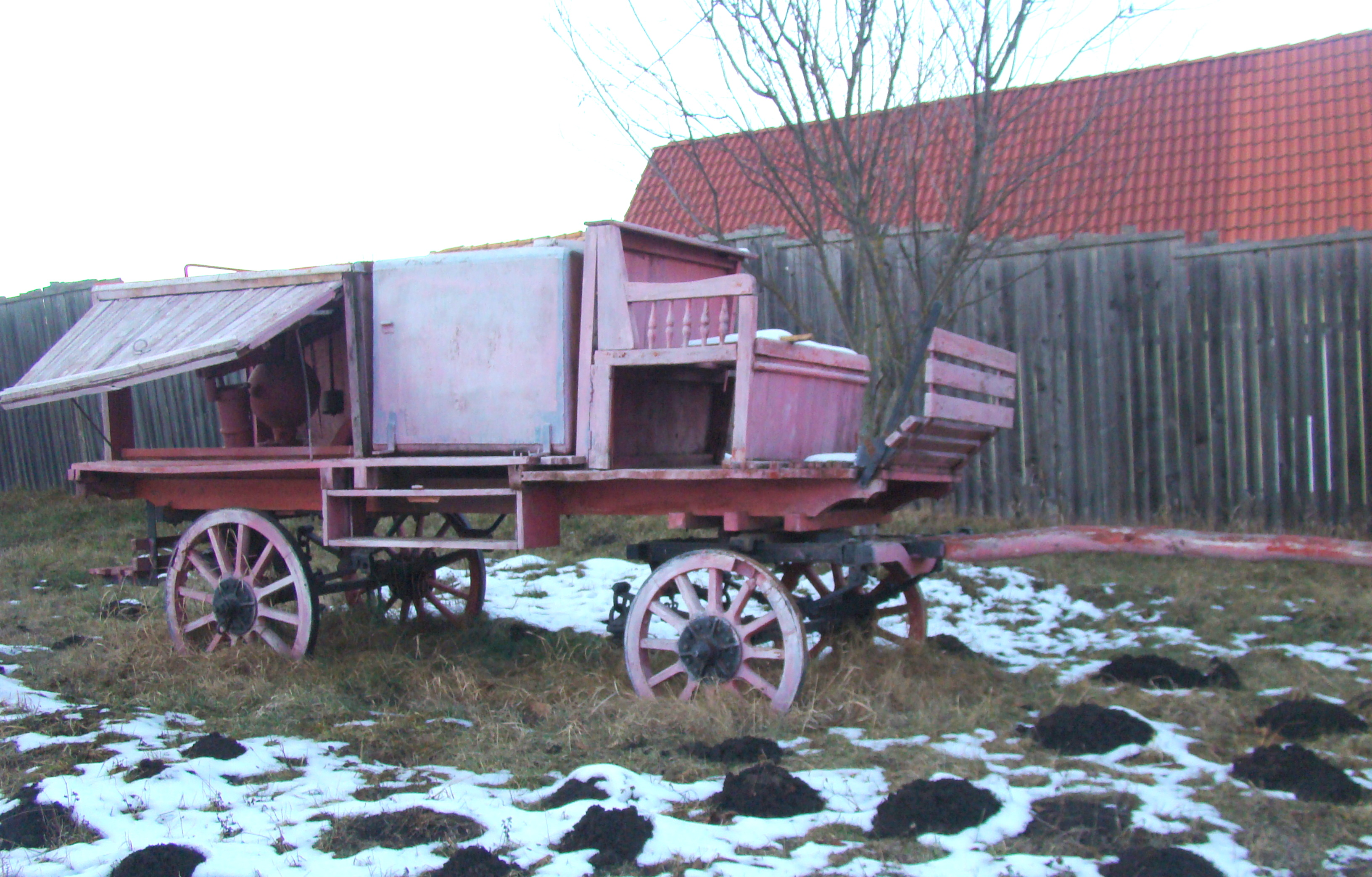
Pompă manuală pentru stins incendii
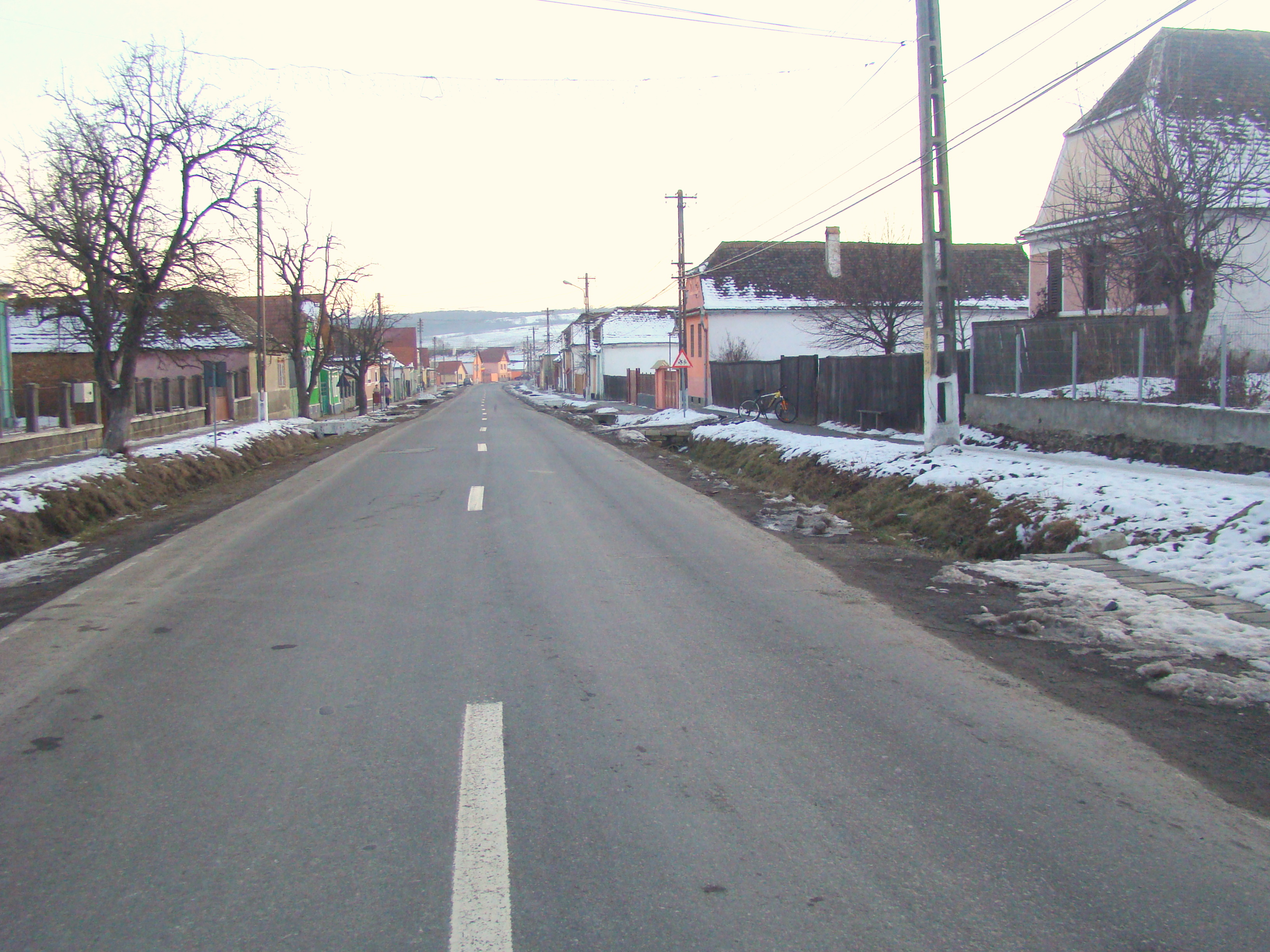
Strada Lungă
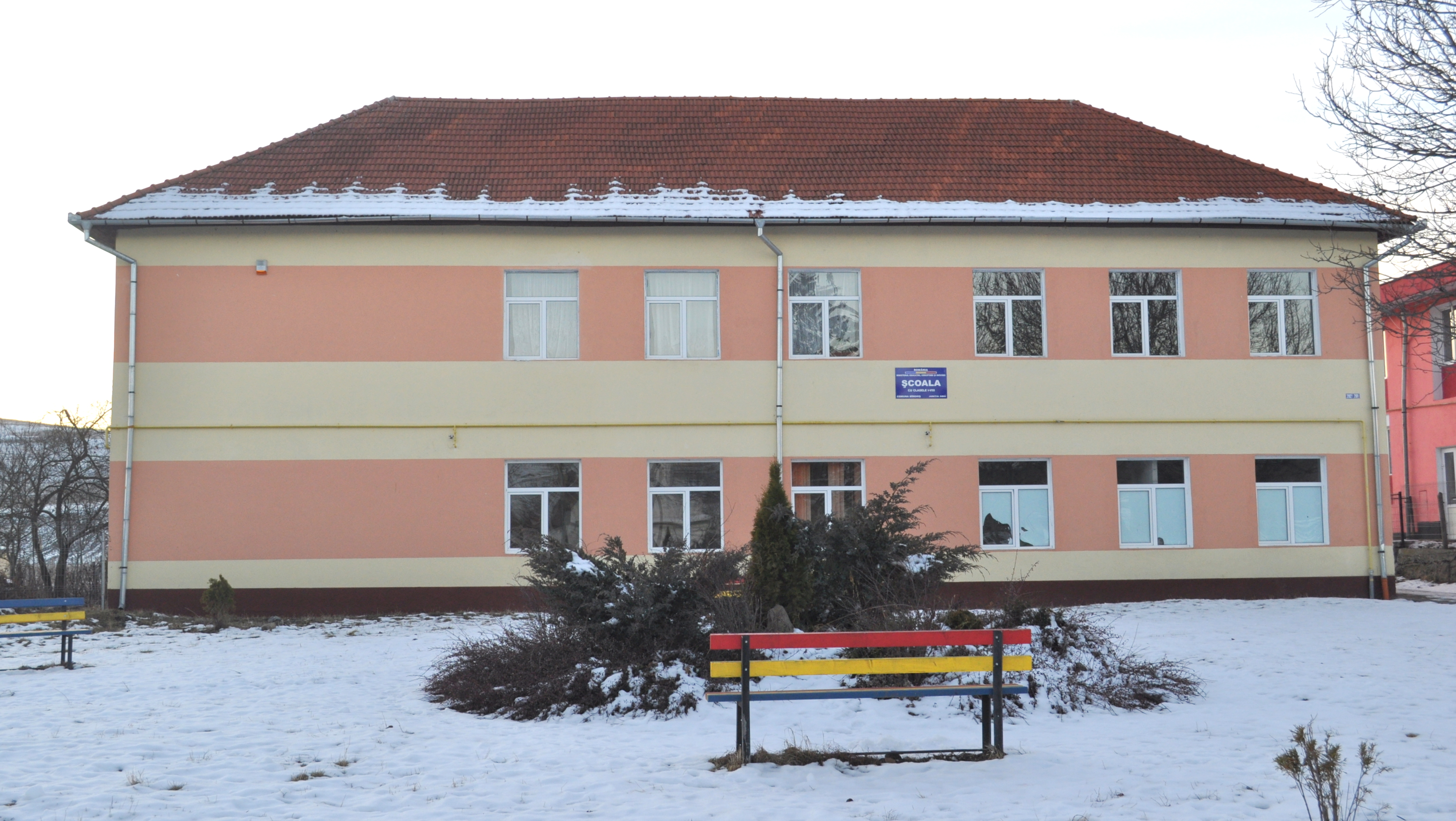
Școala
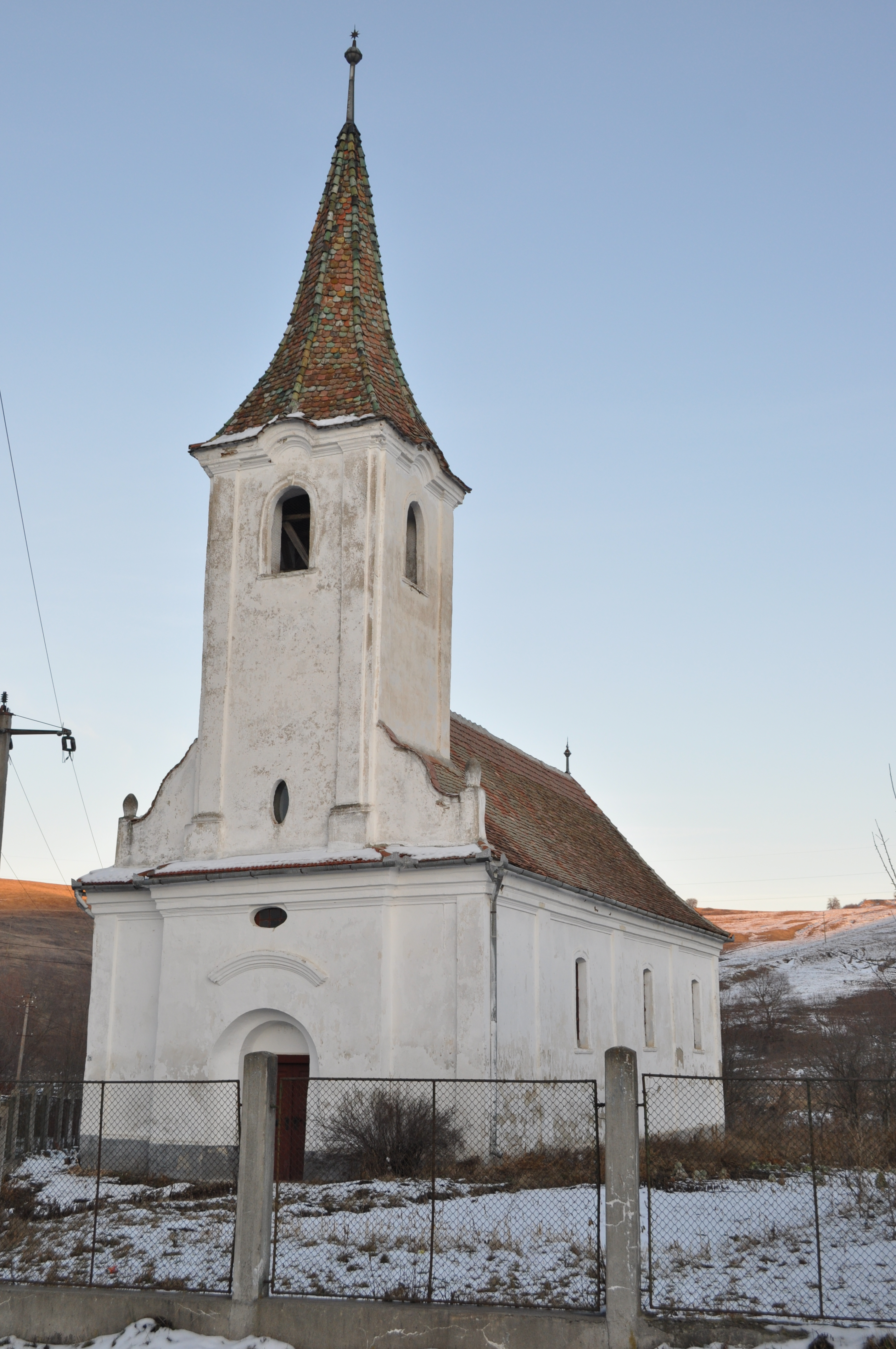
Biserica reformată
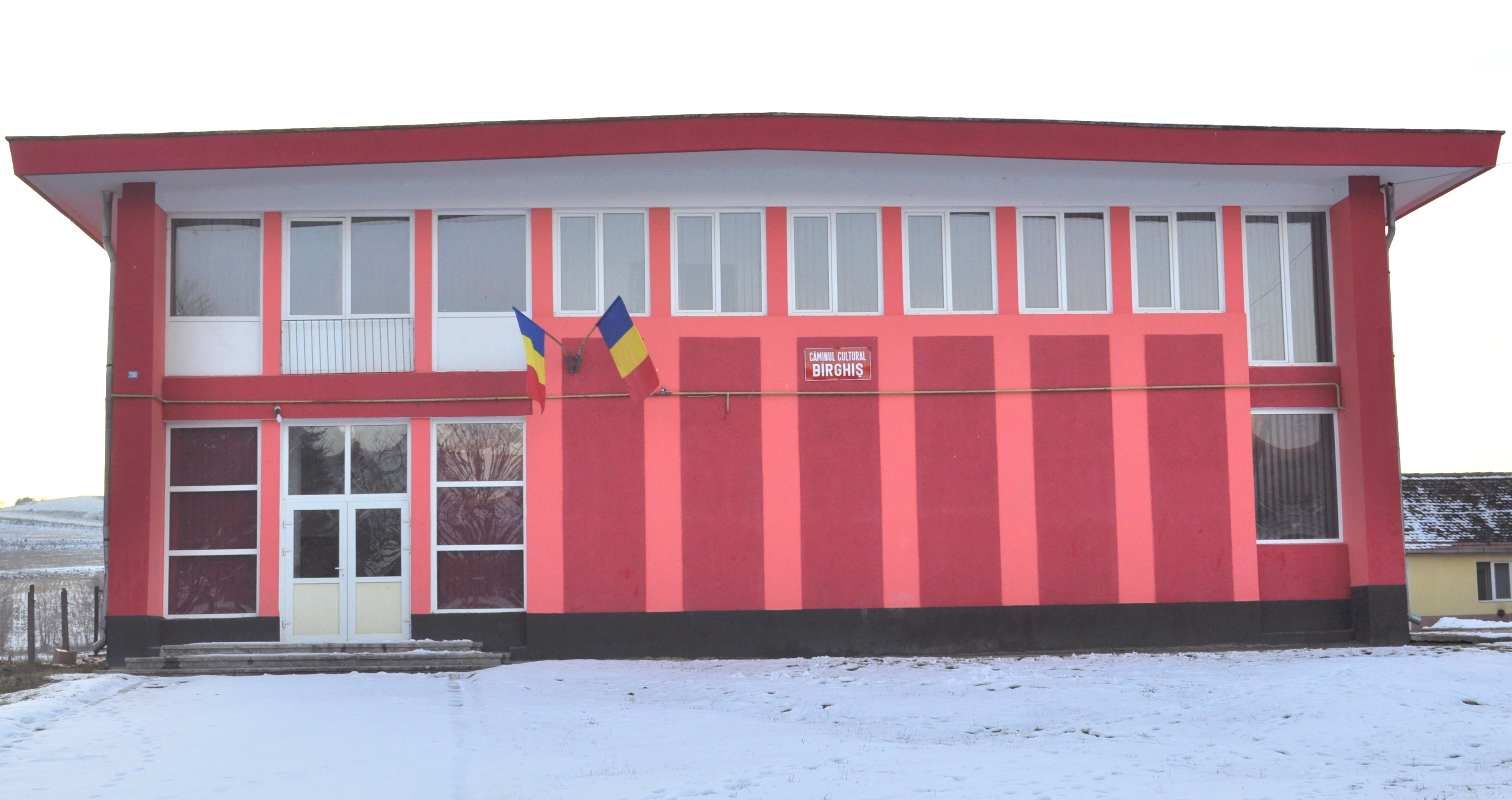
Căminul cultural